# Konoe Sakihisa
Konoe Sakihisa (近衛 前久 1536 – 7 de junio de 1612?) fue un kuge (cortesano) que actuó de regente a finales de la era Muromachi y comienzos de la era Azuchi-Momoyama. Fue hijo del regente Konoe Taneie.
Ocupó la posición de kanpaku del Emperador Go-Nara y del Emperador Ōgimachi entre 1554 y 1568.
Fue activo en los círculos militares y políticos; y era miembro de la familia Konoe, una de las ramas principales del clan Fujiwara. Fue simpatizante de Oda Nobunaga y lo acompañó a Kōshū en su campaña contra el clan Takeda.
En 1582, recibió el cargo de Daijō Daijin, pero renunció en el mismo año. También fungió como Sadaijin.
Tuvo como hijo a Konoe Nobutada; su hija Sakiko fue adoptada por Toyotomi Hideyoshi y fue consorte del Emperador Go-Yōzei, dando a luz al Emperador Go-Mizunoo. En 1585 adoptó a Toyotomi Hideyoshi como su hijo, en consecuencia, le dio a los Hideyoshi la legitimidad del clan Fujiwara, para que asumieran el cargo de kanpaku.